# Transporthubschrauberregiment 10
Das Transporthubschrauberregiment 10 (TrspHubschrRgt 10) („Lüneburger Heide“) ist ein Heeresfliegerregiment der Bundeswehr auf dem Heeresflugplatz Faßberg in Niedersachsen. Es ist der Division Schnelle Kräfte unterstellt.

## Auftrag
Die Kernaufgabe des Regiments ist die Unterstützung der Kampftruppe mit Truppen- und Versorgungstransporten mittels Transporthubschraubern vom Typ NH90. Es leistet aber auch Katastrophen- und Feuerlöschhilfe aus der Luft und führt Evakuierungseinsätze im Notfall durch.

## Geschichte
Das Regiment wurde am 1. April 1971 als Heeresfliegerregiment 10 in Celle-Wietzenbruch (Niedersachsen) auf dem Heeresflugplatz Celle (Immelmann-Kaserne) aufgestellt. Es entstand aus Teilen der Heeresfliegerbataillone 1, 7 und 11. Ab Februar 1980 wurde es im Rahmen der Heeresstruktur 4 in drei Phasen auf den 	Fliegerhorst nach Faßberg verlegt, wo es sich am 18. September 1981 vorstellte.
Im Rahmen des Projekts „Heer der Zukunft“ wurde es am 1. Januar 2003 von Heeresfliegerregiment 10 („Heideflieger“) in das Transporthubschrauberregiment 10 („Lüneburger Heide“) umbenannt.
In seiner Geschichte hat das Regiment an zahlreichen Hilfs- und Rettungseinsätzen mitgewirkt, zum Beispiel bei den Flutkatastrophen an Oder und Elbe.
Die „Heideflieger“ verfügten über den leichten Transporthubschrauber Bell UH-1D, auch „Huey“ genannt. Er konnte bis zu 800 Kilogramm als Außenlast und je nach Art des Einsatzes sechs bis acht Soldaten transportieren und konnte auch mit zwei 7,62 mm Maschinengewehren vom Typ MG3 als Gunship umgerüstet werden. Die in die Jahre gekommene Bell UH-1D sollte seit dem 1. Juli 2009 langsam durch den Transporthubschrauber NH90 abgelöst werden. Die ersten NH90 liefen dem Regiment jedoch erst nach fast zweijähriger Verspätung im Juni 2011 zu.
Seit Mai 2011 ist das Transporthubschrauberregiment 10 Leitverband für „Forward Air Medical Evacuation“ (FwAirMedEvac) – dem qualifizierten Verwundetentransport vom Ort der Verwundung bis zur ersten sanitätsdienstlichen Behandlungseinrichtung einschließlich des Begleitschutzes.
Am 17. Dezember 2013 erfolgte in Fritzlar die Außerdienststellung der Luftbeweglichen Brigade 1 durch den Brigadekommandeur Oberst Michael Mittelberg. Gleichzeitig wurden die verbleibenden Hubschrauberverbände des Heeres, das Transporthubschrauberregiment 10, das Transporthubschrauberregiment 30 mit dem Transporthubschrauber NH90 sowie das Kampfhubschrauberregiment 36 in Fritzlar mit dem Unterstützungshubschrauber „Eurocopter Tiger“, der Division Spezielle Operationen in Stadtallendorf unterstellt. Zum 1. Januar 2014 erfolgt eine Umbenennung der Division Spezielle Operationen in Division Schnelle Kräfte.
Am 14. September 2022 wurde dem Transporthubschrauberregiment 10, zusammen mit dem Transporthubschrauberregiment 30, in Faßberg durch den stellvertretenden Inspekteur des Heeres, Generalleutnant Johann Langenegger die ersten beiden Fahnenbänder „Einsatz“ der Bundeswehr verliehen.

## Gliederung

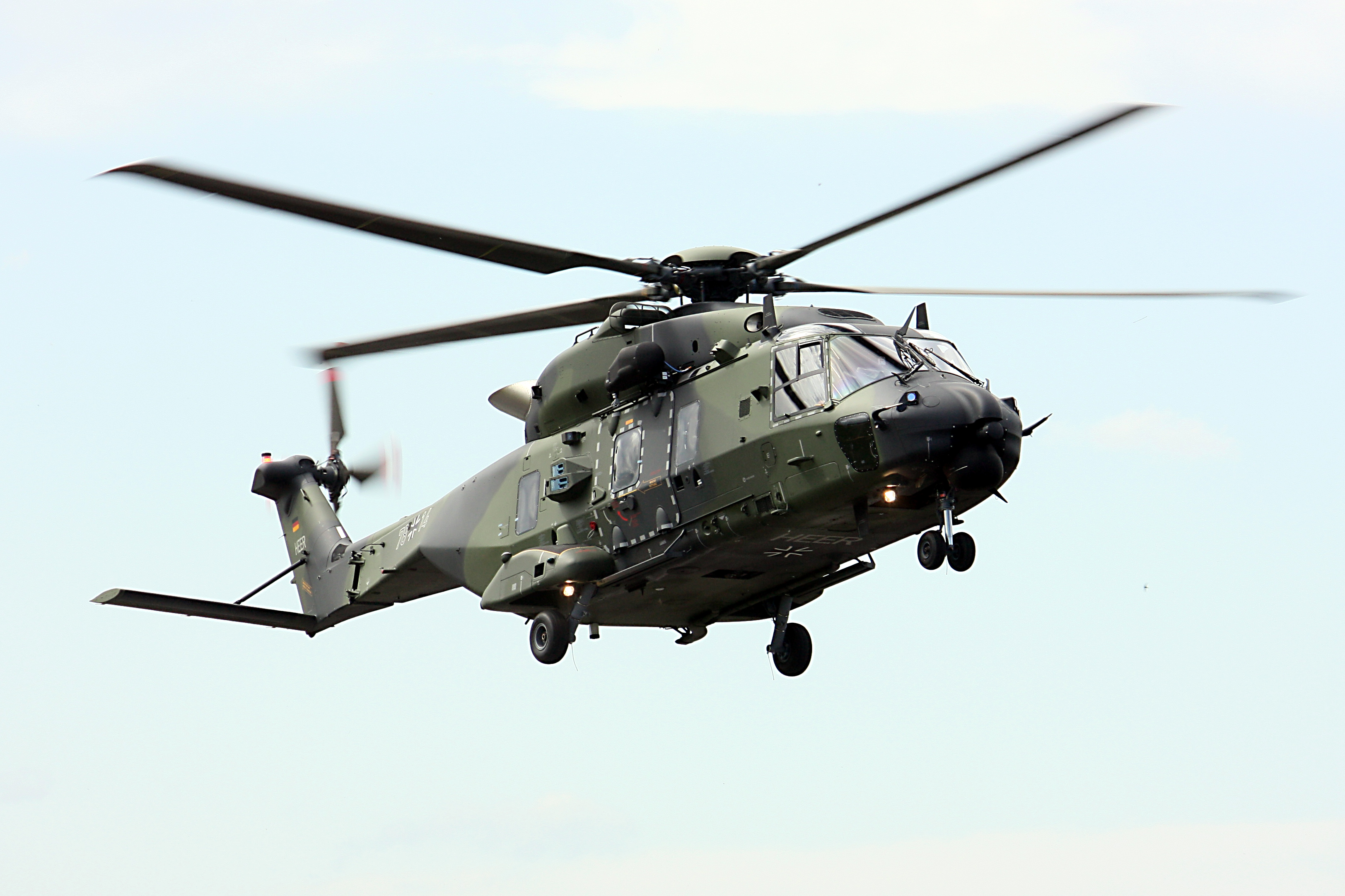
NH 90 TTH

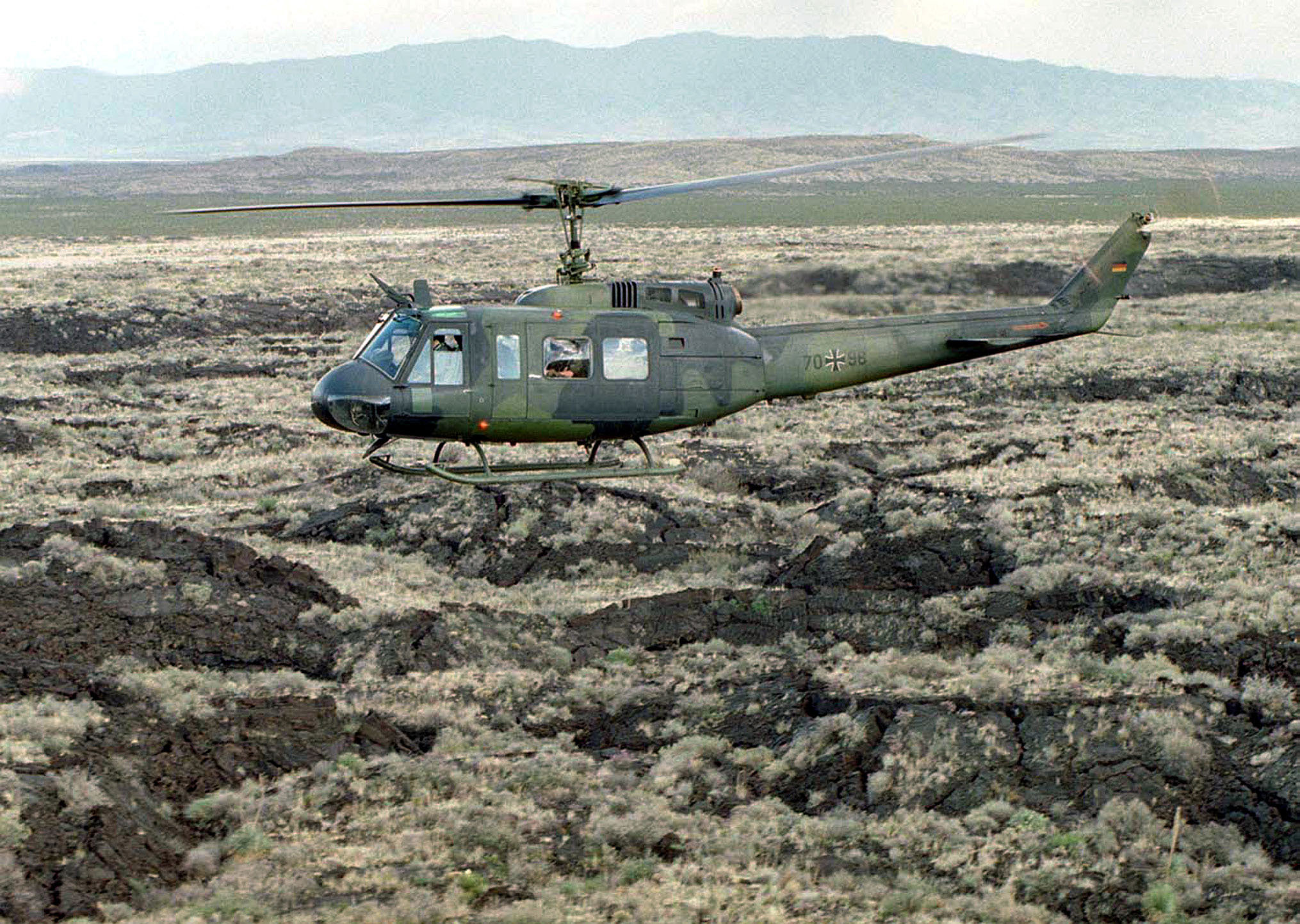
Ein UH-1D-Hubschrauber, wie er auch vom THRgt 10 eingesetzt wurde

Diese Einheiten nehmen die vielfältigsten Aufgaben wahr, daher kann hier nur ein grober Überblick über das umfangreiche Tätigkeitsfeld vermittelt werden.
- Regimentsstab
- 1./ (Stabs- und Versorgungs-) Staffel: Die Versorgungs- und Unterstützungsstaffel versorgt das Regiment mit Betriebsstoff, Munition und Verpflegung und unterstützt den Stab bei der Führung des Regiments.
- 2./ (fliegende) Staffel: Einsatzstaffel 1.
- 3./ (fliegende) Staffel: Einsatzstaffel 2.
- 4./ (technische) Staffel: Luftfahrzeugtechnische Unterstützungsstaffel, Betriebsführungs- und Prüfpersonal
- 5./ (technische) Staffel: Wartungstaffel Kontrolle und Wartung der Luftfahrzeuge.
- 6./ (technische) Staffel: Instandsetzungsstaffel Instandhaltung der Hubschrauber.

## Einsätze
Mit der „Operation Kurdenhilfe“ im Jahr 1991 begann für die Heideflieger der bis heute nahezu kontinuierliche Einsatz im Ausland, ob im Iran, Somalia, Bosnien oder im Kosovo.
2012 wurde das Regiment vom Verteidigungsministerium ausgewählt die luftgestützte Notfallrettung im Norden Afghanistans zu übernehmen.
Am 17. April 2013 wurde der erste von vier deutschen NH90 von Leipzig aus mit einer Transportmaschine Antonow An-124 nach Afghanistan verlegt. Kern der NH90-Mission am Hindukusch war die luftgestützte Rettung von Verwundeten (Forward Air Medical Evacuation „FAM“). Eine Rotte, bestehend aus einem NH90 als Rettungsflieger und einem NH90 als bewaffnetem Begleit-Luftfahrzeug, hat den ständigen Bereitschaftsauftrag gewährleistet. Zwei weitere NH90 dienten vor Ort als technische Reserve.
Eine gemischte Heeresfliegerabteilung aus beiden, mit NH90 ausgerüsteten, Heeresfliegerregimentern sowie belgischen Kräften war 2017 und 2018 bei MINUSMA in Mali eingesetzt.
Im Juli 2019 waren vier NH90 mit Löschwasser-Außenlastbehältern zur Bekämpfung des Waldbrandes in Lübtheen eingesetzt.
Hierzu kommen regelmäßige Einsätze der Bordsicherungssoldaten auf CH53 bei Resolute Support.

## Kommandeure
- Oberst Burkhard-Ludwig von Arenstorff: von der Einrichtung bis Ende März 1972
- Oberst Wolfgang Brinkmann: von April 1972 bis Ende Juni 1981
- Oberst Horst Burkowski: von Juli 1981 bis 1986
- Oberst Reiner Hudalla: von 1986 bis 1994
- Oberst Dieter Budde: 1995/96
- Oberst Robert Bund: von 1996 bis 1998
- Oberst Claus Köster: von 1999 bis 2003
- Oberst Uwe Seeburg: von 2003 bis Oktober 2008
- Oberstleutnant/Oberst Martin Weißenfels: von Oktober 2008 bis Januar 2012
- Oberstleutnant/Oberst Andreas Pfeifer: von Januar 2012 bis Februar 2015
- Oberst Christian Rüther: von Februar 2015 bis März 2018
- Oberstleutnant/Oberst Olaf Bölting: von März 2018 bis Juli 2020
- Oberstleutnant/Oberst Cay Goedelt: von Juli 2020 bis November 2024
- Oberstleutnant Thorsten Piecha: ab November 2024[8]